# Andrus Aug
Pour les articles homonymes, voir Aug.
Andrus Aug est un coureur cycliste estonien né le 22 mai 1972 à Tartu. Professionnel de 2001 à 2007, c'est un sprinteur.

## Palmarès
- 1989
  - 5e étape de la Course de la Paix juniors
- 1990
  - 6e étape de la Course de la Paix juniors
  - 2e du championnat de la RSS d'Estonie sur route
- 1991
  - 2e du championnat de la RSS d'Estonie du contre-la-montre
- 1992
  - 3e de Tarbes-Sauveterre
- 1995
  - 2e du championnat d'Estonie sur route
- 1996
  -  Champion d'Estonie sur route
  - Pyörä-Union Korttelit
  - Turun Sanomien Kortteliajot
  - 7e étape du Rapport Toer
- 1997
  - Tuusulanjärven Ympäriajo
  - 3e du championnat d'Estonie sur route
- 1998
  - Mynämäen Ajot
- 1999
  - Turun Sanomien Kortteliajot
- 2000
  - Porvoon Ajot
  - Turun Sanomien Kortteliajot
  - 2e étape du Tour de Bulgarie
  - 4e et 7e étapes du Saaremaa Velotuur
  - 2e étape du Tour de Yougoslavie
- 2001
  - 1re, 7e, 8e, 9e et 13e étapes du Tour du Maroc
  - 1re et 5e étapes de la Course de la Solidarité olympique
  - Trophy Rivera 3
  - Grand Prix de la ville de Rio Saliceto et Correggio
  - 5e étape du Tour de Bulgarie
  - 3e du championnat d'Estonie sur route
- 2002
  - 2e étape du Tour de Pologne
  - Grand Prix Nobili Rubinetterie
  - 9e étape de la Course de la Paix
  - 1re étape de la Course de la Solidarité olympique
  - GrandPprix Istria 4
  - 3e étape de la Jadranska Magistrala
  - 4e étape du Tour de Slovaquie
  - Coppa Lella Mentasti - GP Città di Stresa
  - 2e de l'EOS Tallinn GP
- 2003
  - 3e étape du Saaremaa Velotuur
- 2004
  - Grand Prix de la ville de Rennes
  - 2e du Grand Prix de la côte étrusque
- 2005
  - 4e étape du Tour du Trentin
  - Elva Rattaralli
  - 3e étape du Saaremaa Velotour
- 2006
  - Saaremaa Velotour :
    - Classement général
    - 2e, 5e et 6e étapes
- 2007
  - 4e étape du Saaremaa Velotour
- 2008
  -  Champion d'Estonie du critérium
  - 3e étape du Saaremaa Velotour

## Résultats sur le Tour d'Italie
2 participations 
- 2003 : hors délais (18e étape)
- 2004 : non-partant (7e étape)

## Classements mondiaux
| Année           | 2006 | 2007 | 2008 |
| --------------- | ---- | ---- | ---- |
| UCI Europe Tour | 264e | 890e | 903e |